# Portret Johannesa i Anny Cuspinianów
Portret Johannesa i Anny Cuspinianów – dzieło Lucasa Cranacha Starszego, powstałe około 1502 roku, kiedy to artysta działał w Wiedniu. Ukazuje doktora Johannesa Cuspiniana (znanego także jako Spießheimer) i jego małżonkę Annę Cuspinian z domu Putsch.
Pierwotna proweniencja dzieła nie jest znana. Wiadomo że trafił w ręce angielskiego króla Karola I. Następnie był własnością rodziny Locker-Lampson i barona Sandysa. W nieznanych okolicznościach trafił do antykwariatu w Lucernie, a następnie do galerii Juliusa Böhlera, od którego zakupił dzieło Oskar Reinhart. Obecnie znajduje się w 'Am Römerholz’ – muzeum Oskara i Theodora Reinhartów w Winterthur (Zurych, Szwajcaria).

## Wygląd
Dzieło składa się z dwóch desek, z których jedna (z portretem Johannesa) jest dwustronnie malowana. Rewers drugiej części jest nakryty jednolitą, ciemną farbą. Zasadniczą część tworzy portret pary Cuspinianów. Mimo że portret jest dwudzielny, w ogólnym zarysie i kompozycji widoczna jest jednolita całość. Zarówno Johannes i Anna zostali ujęci en trois quarts, do wysokości kolan, w dość podobnych pozach; ujęcie Anny poniekąd stanowi lustrzane odbicie pozy Johannesa. Oboje siedzą na ziemi okrytej bujną trawą.
Johannes Cuspinian został ukazany jako mężczyzna w sile wieku, z dumą kieruje swój wzrok lekko do góry. Twarz jest delikatnie modelowana, zwłaszcza pełne usta, brwi, blond włosy. Malarz uwydatnił prawy łuk brwiowy, ciemne tęczówki oczów, oraz kość nosową. Na głowie ma czerwony beret. Białą koszulę okrywa ciemny, masywny, ozdobiony dekoracją ornamentalno-roślinną płaszcz z szerokim futrzanym kołnierzem. W dłoniach dzierży zamkniętą grubą księgę z ozdobną czerwoną oprawą. Anna Cuspinian, podobnie jak jej małżonek nie kryje arystokratycznej dumy, poczucia wartości i elegancji, którą podkreśla wytworny, bogato zdobiony strój. Trzymając w dłoniach biały goździk, spogląda w stronę małżonka. Ma duże, ciemnobrunatne oczy, duży nos, pełne usta, wszystko to kontrastuje z delikatnie podkreślonymi łukami brwiowymi i światłocieniowo modelowanymi, nieco pulchnymi policzkami. Włosy ma ukryte w wysokim, rozszerzonym u góry, białym czepcu, który zdobią złote aplikacje i tasiemki. Odziana jest w wytworną, bogato zdobioną ciemnoróżową suknię, z biała podszewką, czarnymi rękawami i wycięciem dekoltu, opiętą czarno-złocistym paskiem. Różowe partie sukni zdobi stylizowany roślinno-geometryczny ornament, ciemnozielone liście i czarny meander zdobią okrycie dekoltu uszyte ze złotego materiału.
Tło tworzy rozległy, malowniczy, górzysty krajobraz, który tworzą skalne rozpadliny i urwiska, gaje i kępy krzewów oraz porośnięte trawą pagórki tworzące małą kotlinę zalaną wodami jeziora. Bujną florę akcentują trzy drzewa, dwa na skrajach kompozycji oraz trzecie, obok Anny. Przyrodę uzupełniają liczne ptaki oraz biegające po trawie dwa białe psy. Na skalistych urwiskach wznoszą się dwa zamki, obok jednego z nich (w przedstawieniu Anny) ma miejsce pożar ponad którym unoszą się czarne kłęby dymu. Zamek w portrecie Johannesa charakteryzuje się samodzielną basztą górującą na skalistym urwisku. Scenerię ożywiają występujące w rozmaitych miejscach pojedyncze postaci.

## Analiza
Przedstawienie małżonków Cuspinianów reprezentuje typ portretu podwójnego. Pierwotnie był to najprawdopodobniej zamykany dyptyk, o czym świadczą nie tylko bliźniacze wymiary obu dzieł, lecz także fragmentarycznie zachowane na rewersie portretu Johannesa herby małżonków z wykwintnie zdobionymi klejnotami. Okolicznością powstania tegoż dzieła był ślub pary. Pochodzący z Frankonii Johannes Cuspinian był pisarzem, lekarzem i uczonym na dworze cesarza Maksymiliana I, wiadomo że w 1492 roku przeniósł się do Wiednia, gdzie poznał Annę Putsch, córkę cesarskiego skarbnika.
Sceneria krajobrazowo-architektoniczna wzbogacona sztafażem nie jest wyłącznie estetycznym uzupełnieniem kompozycji, nie tylko tworzy swoisty liryczny nastrój, lecz także zawiera liczne treści symboliczne. Krajobraz stał się tu nośnikiem ekspresji, współbrzmi z emocjami małżonków. Symbolizuje makrokosmos w odniesieniu do ludzkiej jednostki oraz mikrokosmos, który stanowi całokształt emocjonalnej sfery, która czytelna jest w posturze postaci, zwłaszcza w osobie Johannesa, który nie tylko wyraża dumnie swój status, ale jego podniesiona głowa wedle badaczy ma oznaczać wsłuchiwanie się w dźwięki natury. Słuchanie stanowiło istotny element w poglądach włoskiego neoplatonika Marsilia Ficina, który twierdził, że wsłuchiwanie się w muzykę, jej rytmu i harmonii prowadzi do duchowego szczęścia. Ponadto krajobraz stanowi ilustrację ukształtowanego w humanizmie toposu raju oraz ogrodu rozkoszy i przyjemności.
Czerwony beret na głowie Cuspiniana nawiązuje do funkcji lekarza: „Medicus Rubras fert Corpore vestes” (lekarz nosi czerwone odzienie). Kąpiące się w jeziorze niewiasty interpretowane są jako dziewięć mitycznych muz, prowadzonych przez Apollina. Swoisty balans kompozycyjny i symboliczny stanowi zestawienie wód jeziora z ogniem pożaru, co uważa się za aluzję do myśli Plutarcha, który twierdzi że woda symbolizuje mężczyznę, ogień zaś kobietę. Ogień ten, również jest interpretowany w chrześcijańskich kategoriach, stanowi aluzję do krzewu gorejącego (Wj 3, 2), który „płonął ogniem, a nie spłonął od niego”, co odnosi się do Marii i Jej Niepokalanego Poczęcia. Czystość Marii stanowiła, a przez wiele stuleci etycznym przykładem dla zamężnych kobiet.
Portret Johannesa i Anny Cuspinianów jest świadectwem nowego wymiaru wrażliwości i humanistycznej świadomości towarzyszącej w postrzeganiu natury, co ma ścisły związek z nowymi tendencjami kształtującymi się w sztuce pierwszych dekad XVI wieku na północ od Alp, gdzie wpływy włoskiego renesansu w znacznym stopniu rzutowały na przemiany stylistyczne. Przebywający wówczas w Wiedniu Lucas Cranach starszy wraz z innymi ówczesnymi mistrzami działającymi w dolinie Dunaju m.in. Jorgiem Breu Starszym, Wolfem Huberem i Albrechtem Altdorferem przyczynili się do emancypacji krajobrazu w malarstwie, zmiany stosunku namalowanych postaci względem przyrody; oba czynniki zostały zintegrowane. Cechy te stanowią istotny element dla tzw. stylu naddunajskiego, który reprezentuje także portret Cuspinianów.